# Bodenrode-Westhausen
Bodenrode-Westhausen – gmina w Niemczech, w kraju związkowym Turyngia, w powiecie Eichsfeld, siedziba wspólnoty administracyjnej Leinetal.